# メキシコの国立公園

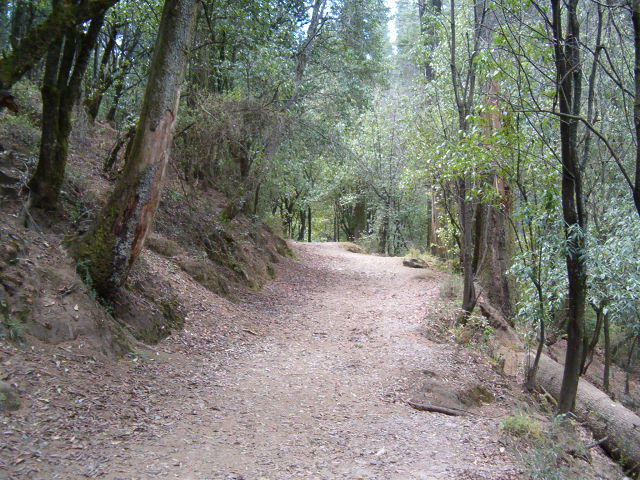
デシエルト・デ・ロス・レオネス国立公園（メキシコシティ）で

メキシコの国立公園（メキシコのこくりつこうえん、スペイン語: Parques nacionales de México）は、メキシコの国立公園に関して記述する。

## 概要
メキシコは、67の連邦保護自然地域を国立公園として指定している。国立公園は、連邦天然資源・環境省（SEMARNA）に所属する国立自然地区保護委員会（CONANP）によって管理されている。
最も早期の国立公園は、1936年に指定された。国立公園の全体を合わせると、メキシコの31州のうち23州とメキシコシティの合計1,432,024ヘクタールの面積をカバーし、メキシコの領土の0.73％に相当する。

## 一覧
以下に、メキシコの国立公園をその元になった日本語記事があるものについて、あいうえお順に列挙する。
- オリサバ山国立公園
- カンクン国立公園
- コスメル国立公園
- コヨアカン国立公園
- コリマ山国立公園
- スミデロ峡谷国立公園
- トゥーラ・シココティトラン国立公園
- トゥルム国立公園
- ネサワルコヨトル国立公園
- バランカ・デル・コブレ国立公園
- パレンケ国立公園
- ベラクルス国立公園
- ポポカテペトル山国立公園
- モンテレイ国立公園
- ロレト国立公園

## 参照項目
- 国立公園